# Tambana entoxantha
Tambana entoxantha är en fjärilsart som beskrevs av George Francis Hampson 1894. Tambana entoxantha ingår i släktet Tambana och familjen Pantheidae. Inga underarter finns listade i Catalogue of Life.